# John Celestand
John Celestand (Houston, 6 marzo 1977) è un ex cestista statunitense, professionista nella NBA e in Europa.

## Carriera
Dopo essere uscito dalla Villanova University, è stato selezionato dai Los Angeles Lakers al secondo giro del Draft NBA 1999 (30ª scelta assoluta) con cui si è formalmente laureato campione NBA 1999-2000, nonostante il suo apporto sia stato in realtà di 2,3 punti in 16 presenze di regular season.
Rimasto free agent, ha iniziato l'annata 2000-2001 facendo una breve parentesi nei New Mexico Slam della lega statunitense IBL, poi nel febbraio 2001 è stato ingaggiato dai tedeschi del Braunschweig, disputando 10 partite di regular season a 20,5 punti di media e 3 partite dei play-off a 18,0 punti di media.
Nel settembre 2001 è avvenuto il suo approdo in Italia, alla Fortitudo Pallacanestro Bologna. La sua ultima partita giocata in biancoblu, tuttavia, è stata quella del derby casalingo contro la Virtus del 17 novembre, poi è stato tagliato per fare spazio al suo sostituto Anthony Goldwire. Le sue medie nei 6 incontri di Serie A giocati sono state pari a 13,7 punti a partita. Sempre nel novembre 2001, Celestand è passato ad un'altra squadra europea militante in Eurolega, l'ASVEL, finendo però tagliato per motivi disciplinari complici i rapporti non idilliaci con il tecnico Bogdan Tanjević.
Tra il dicembre 2002 e il gennaio 2003 è stato un giocatore dell'ALBA Berlino, dirigenza che lo ha tesserato con un contratto a gettone per sostituire temporaneamente l'infortunato DeJuan Collins. È sceso in campo in 5 gare di campionato e in 7 di Eurolega, prima di lasciare la squadra per fine contratto.
Nel 2003-2004 ha giocato in Ucraina con il B.K. Kiev, mentre l'anno seguente è tornato al Braunschweig dove però ha avuto una stagione negativa nella quale ha viaggiato a 11,6 punti e 3,5 assist a partita, numeri inferiori rispetto alla sua precedente parentesi con il club. In un'intervista, Celestand ha in seguito criticato aspramente l'allenatore Henrik Dettmann e le scelte dirigenziali.
All'età di 28 anni, nel 2005, ha deciso di lasciare il basket giocato.

## Statistiche

### College
| Anno      | Squadra            | PG  | PT | MP   | TC%  | 3P%  | TL%  | RP  | AP  | PRP | SP  | PP   |
| --------- | ------------------ | --- | -- | ---- | ---- | ---- | ---- | --- | --- | --- | --- | ---- |
| 1995-1996 | Villanova Wildcats | 30  | 0  | 11,3 | 37,6 | 25,6 | 69,2 | 1,2 | 1,5 | 0,5 | 0,2 | 3,3  |
| 1996-1997 | Villanova Wildcats | 34  | 24 | 28,1 | 38,0 | 28,4 | 65,9 | 2,6 | 3,6 | 1,5 | 0,2 | 8,3  |
| 1997-1998 | Villanova Wildcats | 29  | 21 | 34,7 | 41,3 | 32,6 | 72,2 | 4,1 | 5,1 | 1,7 | 0,3 | 13,2 |
| 1998-1999 | Villanova Wildcats | 31  | -  | 32,5 | 43,7 | 38,3 | 79,8 | 3,1 | 4,4 | 1,3 | 0,3 | 14,9 |
| Carriera  | Carriera           | 124 | 45 | 26,7 | 41,0 | 33,0 | 73,1 | 2,8 | 3,6 | 1,3 | 0,2 | 9,9  |

### NBA

#### Regular Season
| Anno       | Squadra     | PG | PT | MP   | TC%  | 3P%  | TL%  | RP  | AP  | PRP | SP  | PP  |
| ---------- | ----------- | -- | -- | ---- | ---- | ---- | ---- | --- | --- | --- | --- | --- |
| 1999-2000† | L.A. Lakers | 16 | 0  | 11,6 | 33,3 | 22,2 | 83,3 | 0,7 | 1,3 | 0,4 | 0,0 | 2,3 |
| Carriera   | Carriera    | 16 | 0  | 11,6 | 33,3 | 22,2 | 83,3 | 0,7 | 1,3 | 0,4 | 0,0 | 2,3 |

## Palmarès
- Campionato NBA: 1

Los Angeles Lakers: 2000
- Coppa di Germania: 1

Alba Berlino: 2003